# Grover Beach, Kalifornien
Grover Beach är en stad (city) i San Luis Obispo County, i delstaten Kalifornien, USA. Enligt United States Census Bureau har staden en folkmängd på 13 275 invånare (2011) och en landarea på 6 km².